# Очанка прямая
Оча́нка пряма́я, или Очанка прямостоя́чая, или Очанка сжа́тая, или Очанка торча́щая (лат. Euphrásia strícta) — однолетнее травянистое растение; вид рода Очанка семейства Заразиховые.

## Ботаническое описание

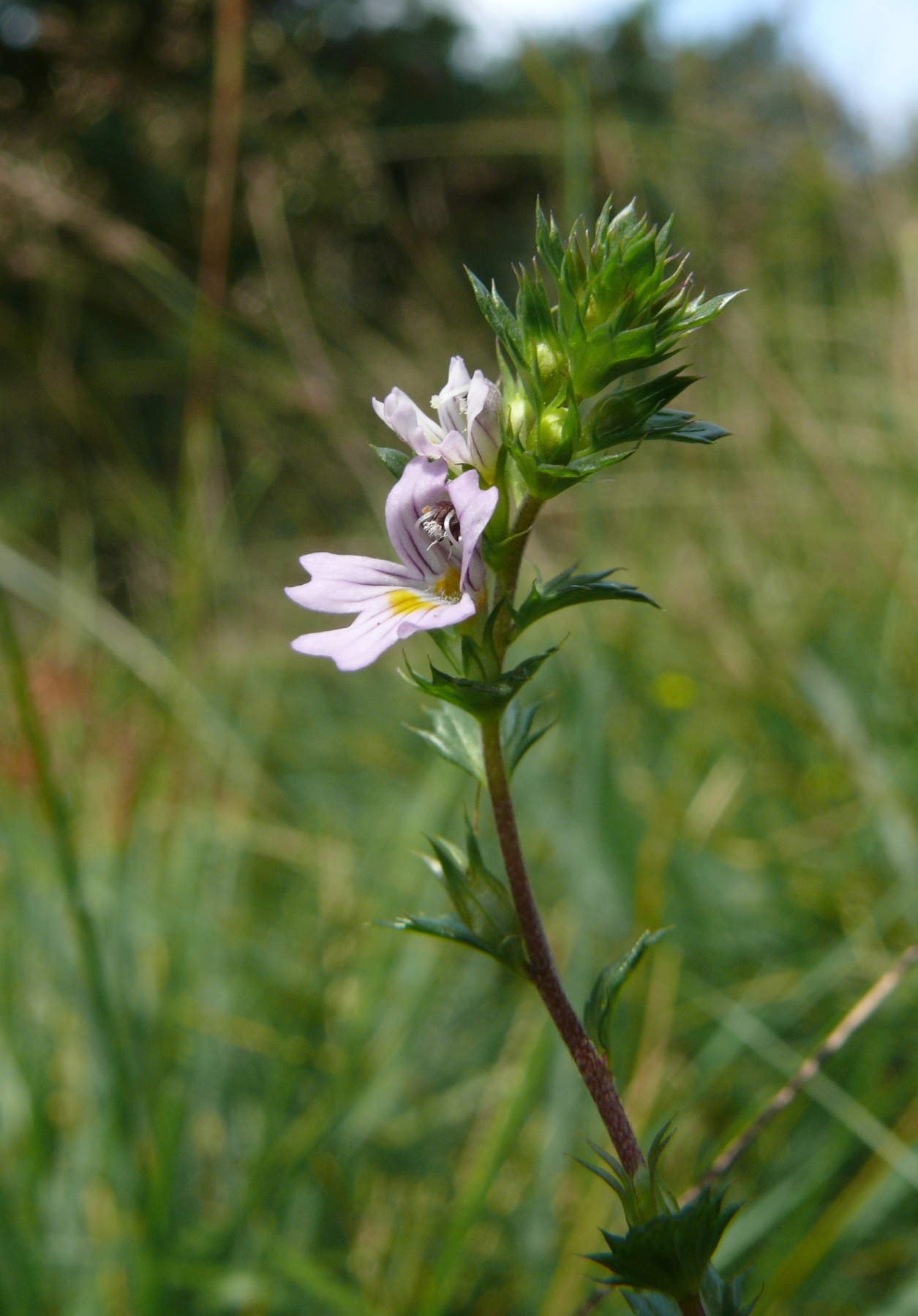
Верхушка побега

Стебли одиночные, 5-35 (до 50) см высотой, прямые или немного извилистые, простые или ветвистые, красноватые или буровато-фиолетовые, покрытые простыми, обращенными вниз белыми волосками.

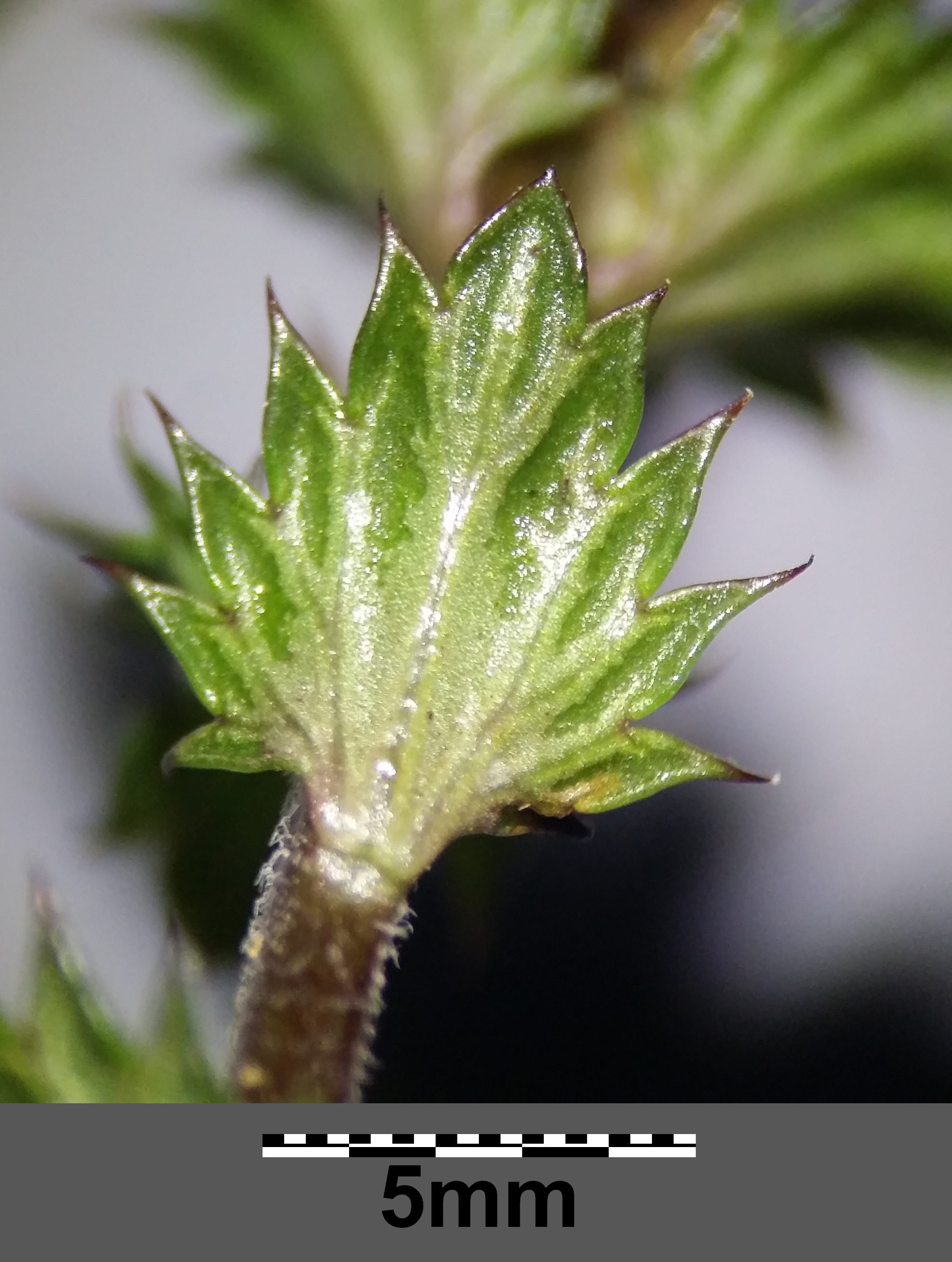
Верхний стеблевой лист

Нижние междоузлия равномерно расставленные. Нижние листовые пластинки клиновидные, с 1-2 туповатыми зубцами по обе стороны, средние и верхние — яйцевидно-ланцетные, с 5-7 заостренными зубцами. Все листья голые, с мелкими белёсыми шипиками по краю.
Соцветия верхушечные, удлинённые, к концу цветения становятся прерывистыми. Первый цветок располагается в 6-12-м узле. Прицветники 5-12 мм длиной и 4-11 мм шириной, яйцевидные или широкояйцевидные, при основании суженные в очень короткий черешок, с 5-7 суженными длинностистыми зубцами с каждой стороны, опушенные волосками на короткой 2-3-клеточной ножке или почти голые.
Чашечка голая или покрыта мелкими щетинками, с длинными узкими зубцами, превышающими зрелый плод. Венчик 6-9 мм длиной, бледно-фиолетовый или голубоватый; нижняя губа более светлая, с рисунком из фиолетовых и пурпурных полосок и жёлтого пятна у её основания.
Плод —длиннореснитчатая по краю коробочка 4,5-6 мм длиной.

## Распространение и экология
- В России: в европейской части, не заходя на восток дальше Волги[3], в Сибири — Тюменская, Курганская, Омская, Томская, Новосибирская, Кемеровская, Иркутская области, Алтайский край, Республика Алтай, Красноярский край, Хакасия, Тыва, Бурятия, Читинская область, Якутия[4].
- Естественный ареал охватывает всю Европу, кроме Северной Европы (в Великобритании встречается как адвентив)[5].
- В Северной Америке в качестве заносного: северо-восточная часть — Новая Англия (за исключением Коннектикута), Нью-Йорк, Пенсильвания, новая Шотландия, Нью-Брансуик, Остров Принца Эдуарда, Онтарио, Квебек, на верхнем полуострове Мичигана, Северный Висконсин и Иллинойс[6][5].

Растёт в смешанных лесах и сосняках, на опушках, вдоль троп, на песчаных дюнах. В целом предпочитает более сухие места по сравнению с прочими видами очанок.

## Охранный статус
Решением Луганского областного совета № 32/21 от 03.12. 2009 входит в «Список регионально редких растений Луганской области».
В России встречается на территории нескольких особо охраняемых природных территорий.

## Хозяйственное значение и использование
Растение используется в фитотерапии для лечения глаз.

## Классификация

### Таксономическое положение
- Euphrasia stricta J.P.Wolff ex J.F.Lehm., 1809, Prim. Fl. Herbip. : 43

Вид Очанка прямая включается в род Очанка (Euphrasia) семейства Заразиховые (Orobanchaceae) порядка Ясноткоцветные (Lamiales), последовательно входящего в более крупные клады Ламииды → Астериды → Суперастериды → Эвдикоты → Цветковые растения. Таксономическая схема в соответствии с Системой APG IV по состоянию на июнь 2024 года:
|  |                          |  |                                   |                                   |                       |  | еще 23 семейства | еще 23 семейства |                   |  |                        |  | еще 257 подтвержденных видов и 105 видов, ожидающих подтверждения | еще 257 подтвержденных видов и 105 видов, ожидающих подтверждения |  |
|  |                          |  |                                   |                                   |                       |  | еще 23 семейства | еще 23 семейства |                   |  |                        |  | еще 257 подтвержденных видов и 105 видов, ожидающих подтверждения | еще 257 подтвержденных видов и 105 видов, ожидающих подтверждения |  |
|  |                          |  |                                   | порядок Ясноткоцветные            |                       |  |                  |                  | еще 98 родов      |  |                        |  |                                                                   |                                                                   |  |
|  |                          |  |                                   | порядок Ясноткоцветные            |                       |  |                  |                  | еще 98 родов      |  | 1 внутривидовой таксон |  |                                                                   |                                                                   |  |
|  | клада Цветковые растения |  |                                   |                                   | семейство Заразиховые |  |                  |                  | вид Очанка прямая |  |                        |  |                                                                   |                                                                   |  |
|  | клада Цветковые растения |  |                                   |                                   |                       |  |                  |                  |                   |  |                        |  |                                                                   |                                                                   |  |
|  |                          |  | ещё 63 порядка цветковых растений | ещё 63 порядка цветковых растений |                       |  |                  | род Очанка       | род Очанка        |  |                        |  |                                                                   |                                                                   |  |
|  |                          |  |                                   | ещё 63 порядка цветковых растений |                       |  |                  |                  | род Очанка        |  |                        |  |                                                                   |                                                                   |  |

### Внутривидовые таксоны
- Euphrasia stricta var. tatarica (Fisch. ex Spreng.) Fernald & Wiegand

### Синонимы
- Euphrasia alpina subsp. asturica (Pugsley) Nava & Fern.Casado
- Euphrasia asturica Pugsley
- Euphrasia brevipila f. eglandulosa (Brenner) H.Lindb.
- Euphrasia brevipila f. subeglandulosa H.Lindb.
- Euphrasia brevipila var. eglandulosa Brenner
- Euphrasia brevipila var. reayensis Pugsley
- Euphrasia cebennensis var. edouardii Sennen ex Rothm.
- Euphrasia edouardii Sennen
- Euphrasia eliae Sennen
- Euphrasia eliasii Sennen
- Euphrasia ericetorum Jord. ex Boreau
- Euphrasia ericetorum subsp. stricta (J.P.Wolff ex J.F.Lehm.) Dostál
- Euphrasia gracilis subsp. ericetorum (Jord. ex Boreau) Nyman
- Euphrasia heribaudii Chabert
- Euphrasia nemorosa subsp. ericetorum (Jord. ex Boreau) Berher
- Euphrasia nemorosa subsp. rigidula (Jord.) Berher
- Euphrasia nemorosa subsp. stricta (J.P.Wolff ex J.F.Lehm.) Marcailhou
- Euphrasia officinalis f. eglandulosa (H.Lindb.) Cajander
- Euphrasia officinalis f. subeglandulosa (H.Lindb.) Cajander
- Euphrasia officinalis subsp. stricta (J.P.Wolff ex J.F.Lehm.) Čelak.
- Euphrasia officinalis subvar. stricta (J.P.Wolff ex J.F.Lehm.) F.Towns.
- Euphrasia officinalis var. stricta (J.P.Wolff ex J.F.Lehm.) Wahlb.
- Euphrasia pumila A.Kern.
- Euphrasia reayensis (Pugsley) P.D.Sell
- Euphrasia rigidula Jord.
- Euphrasia stricta f. pseudosuecica Erdner
- Euphrasia stricta subsp. edouardi (Sennen) G.Monts.
- Euphrasia stricta subsp. edouardii (Sennen) G.Monts.
- Euphrasia stricta subsp. pseudosuecica (Erdner) Soó
- Euphrasia stricta var. suecica (Murb. & Wettst.) Karlsson
- Euphrasia suecica Murb. & Wettst.
- Euphrasia tatarica prol. stricta (J.P.Wolff ex J.F.Lehm.) Rouy
- Euphrasia tatarica var. ericetorum (Jord. ex Boreau) Rouy
- Euphrasia tavastiensis W.Becker